# T27 (autoblindo)
L'autoblindo T27 fu un prototipo sviluppato per l'US Army nel 1944 dalla Studebaker Corporation. Il T27 aveva otto ruote, sei delle quali (le prime quattro e le ultime due) motrici. Con un equipaggio di quattro uomini, il T27 era armato con 2 mitragliatrici calibro.30 e un cannone da 37 mm. Alimentato da un motore Cadillac 8 cilindri a benzina, ne vennero prodotti solo due esemplari nel 1944.
La produzione del T27 fu cancellata in favore di un'autoblindo più competitivo, prodotto dalla Chevrolet, l'M38 Wolfhound.